# 권극중
권극중(權克中, 1558년~1653년)은 조선 시대 중기의 유학자 겸 성리학자·도교학자이고 문인이다. 본은 안동(安東)이며, 서얼 후손 출신이고, 일찍이 20대 초중반 당시(대략 1580년대 초중반)에서부터 유교 성리학과 도교학에 두루 두루 심취하면서, 이른바 향년 96세까지 살았었다.
본관은 안동(安東)이며, 자(字)는 정지(正之)이고, 호(號)는 청하(靑霞)로, 경상도 성주목사를 지낸 아버지 권덕여(權德輿)의 서자(庶子)였던 그는, 일찍이 유교 성리학과 도교학에 심취하면서 96세까지 살았었다.

## 저서

### 자작 주해서
- 《참동계(契註解)》의 주해서 《참동계주해(參同契註解)》

### 자작 문집
- 《청하집(靑霞集)》